# 삼척군
삼척군(三陟郡)은 1895년 6월 23일부터 1994년 12월 31일까지 강원도 동해안에 있었던 군이다. 군 지역중 황지읍, 장성읍은 태백시로 분리 승격되었고, 북평읍은 명주군 묵호읍과 통합하여 동해시가 되었으며, 나머지 지역은 도농복합시 형태의 삼척시로 개편되었다.

## 소개
강원도 영동지방 동남부에 위치했던 군으로 삼척시와 통합되기 이전에는 동쪽으로 동해안과 접하고 서쪽으로는 정선군과 태백시와 접하였으며 남쪽으로는 경상북도 울진군 및 봉화군과 접하고 북쪽으로는 한때 삼척읍으로 있었다가 1986년 동 군(郡)에서 분리되었던 삼척시와 접하였다. 현재의 삼척시 규모와 맞먹으며 한때 북쪽 지역이 삼척읍으로 있다가 분리되었던 삼척시와 나뉘어있고 근덕면, 원덕읍, 도계읍, 하장면, 노곡면, 미로면, 가곡면, 신기면을 관할하였다.
1980년까지는 북쪽이 명주군 묵호읍을, 서남쪽은 영월군 상동읍 및 경상북도 봉화군 석포면과 접하였으나 그 해 동 군의 북평읍이 묵호읍과 통합하여 동해시로 분리되고 이듬해 1981년에 서남부의 장성읍과 황지읍이 통합하여 태백시로 분리되었으며 1986년에는 중심부인 삼척읍이 삼척시로 분리되어 현재의 구역을 이루었다.
1995년 행정구역 및 도농통합에 따라 삼척시와의 분리 9년 만에 통합하여 통합 삼척시가 출범하였다. 군청은 삼척읍으로 있었던 현재의 삼척시 동(洞) 지역에 있었다가 1995년 삼척시와 통합하면서 군청 사무는 삼척시청으로 이관되었다.

## 유래
고대에 실직국(悉直國)이 일어선 땅이다. 삼척이라는 이름은 실직이라는 이름이 표기만 변한 채 그대로 이어져 온 데 불과하다. 의미는 알 수 없지만 일설에 悉은 쇠(鐵)의 음차이고 직(職)은 지킨다라는 의미로 "쇠직이"를 실직으로 표기한 거라는 데 신빙성이 의심스럽다.

## 역사

### 선사시대
- 삼척시 원덕읍 노경리와 동해시 북평동 구호마을, 발한동 택지개발지역에서 구석기 시대의 유적이 발견되었다.
- 신석기 시대의 유적은 발견된 바 없지만 인근 지역에서는 신석기 시대 유적이 확인되었으므로 가능성은 있다.
- 청동기 시대의 유적은 많이 발견되어 그 시기에 인구 밀집지역이었음을 확인할 수 있다.

### 실직국
고조선이후에 실직국이 들어섰고 인근에 울진의 파조국(波朝國,또는 파단국(波但國)), 강원도 대부분의 동예와 공존했다. 실직국은 진한의 소국 중 하나이다.
- 서기 50년 경, 실직국이 파조국을 합병했다.
- 60년 경, 동예의 침공을 받자 안일왕(安逸王)은 일시 나라를 파조국으로 옮겼다. 울진군 서면 소광리에 안일왕 산성이 있다.
- 102년 경 동해안일대로 대거 세력을 확장한 실직국은 경주시 안강읍에 있던 음즙벌국과 분쟁을 벌였다. 오랜 분쟁으로 양국이 지친데다 결말이 나지 않자 결국 진한의 종주국인 신라의 중재를 요청했지만 신라는 오히려 중재과정의 사건을 빌미로 두 나라를 침공해 음즙벌국과 인근의 압독국을 합병했다.
- 104년 신라와의 결전에서 패배하여 실직국도 신라에 합병되어 신라 내 자치국이 되었다. 신라는 이를 계기로 강원도일대까지 세력권을 확장했다. 이로 인해 삼척군 전 지역은 강원도에서 유일한 신라의 영역임을 알 수 있다.
- 138년 이후 신라 왕의 주재 하에 태백산의 제사가 거행되기 시작했다.

### 실직군(郡),주(州)
481년 장수왕대에 고구려의 남침을 받아 신라는 포항일대까지 북쪽 영역을 할취당했다. 이시기에 신라의 세력관 하에서 자치를 허용받던 실직국도 고구려의 지배하에서 자치권을 박탈당해 중앙권력의 지배를 받는 지방행정단위로 전락함으로써 완전히 멸망했다.
- 481년 고구려에 의해 실직군(悉直郡)이 설치되었고 산하에 우곡현(羽谷縣.羽谿縣;강릉시 옥계면),죽현현(竹峴縣.竹嶺顯;삼척시 하장면, 태백시), 만경현(滿卿縣.滿鄕縣;삼척시 근덕면), 해리현(海利縣.波利縣;삼척시 원덕면) 우진야현(于珍也縣;울진군)의 5개 현을 관할했다.
- 505년 지증왕 6년 신라가 실직국을 재정복해 실직주(悉直州)가 설치되어 대 북방진출을 위한 군사적 거점이 되었다. 초대 실직주 군주(軍主)는 김태종( 金苔宗)
- 524년 실직국 일대에서 대규모 반란이 일어나 거벌모라성(居伐牟羅城:경상북도 울진군 죽변면 후정리)를 함락하는 등 신라에 항거했지만 법흥왕이 직접 군대를 지휘해 진압했다. 신라는 관련자와 진압에 실패했던 관리들을 대거 숙청하고 그 내용을 봉평신라비에 기록했다.
- 반란을 주도했던 실직국의 귀족인 파단(波但)씨, 또는 진(秦)씨 일족(옛 파조국 왕족)이 일본으로 망명해 교토부북부 일대를 지배하는 최대의 호족세력인 하다(秦)씨가 되었다.
- 556년 진흥왕 17년 신라가 북방으로 영역을 대거 확장하면서 함경남도 안변에 비열홀주(比烈忽州)가 설치되면서 실직주도 폐지되어 다시 실직군이 되었다.
- 639년 진덕여왕 8년에 진주도독부(眞珠都督府)가 설치되었다.
- 658년 태종무열왕 5년에 북진이 설치되었다.

### 삼척군
| Daedongyeojido (Gyujanggak) 13-02.jpg | Daedongyeojido (Gyujanggak) 13-01.jpg |
| Daedongyeojido (Gyujanggak) 14-03.jpg | Daedongyeojido (Gyujanggak) 14-02.jpg |

- 삼국통일 후 757년 경덕왕 16년에 행정제도 개편으로 지금의 이름인 삼척군으로 개칭된 후 현재 삼척시내외에 있던 4현을 영현으로 관할하였다.
  - 만경현(滿卿縣) 옛 만약현(滿若縣)이다. 지금의 삼척시 근덕면.
  - 우계현(羽溪縣) 옛 우곡현(羽谷縣)이었다. 고려시대에 명주(冥州)로 소속이 바뀌었다. 강릉시 옥계면
  - 죽령현(竹嶺縣) 옛 죽현현(竹峴縣)이었다. 조선조 이후에 소달면(所達面)이 되었는데 1630년 인조 8년에 삼척부사 이준(李埈)이 삼척부 경내를 9개리로 나누어 다스릴 때 이곳을 장생리라 하였다. 이후에 상장생면과 하장생면으로 나뉘었는데 상장생면은 지금의 태백시가 되었고 하장생면은 지금의 삼척시 하장면이 되었다.
  - 해리현(海利縣) 옛 파리현(波利縣)이었다. 지금의 삼척시 원덕읍.
- 후삼국 시대에 삼척 김씨 등의 강력한 호족세력의 통치하에 놓여 진주(眞珠)라는 별칭으로 불렸다.[2]
- 고려시대인 995년고려 성종 14년 척주단련사(陟州團練使)가 설치되었다.
- 1018년 고려 현종 9년 현으로 강등당해 삼척현이 되었다.
- 1253년 몽고 야만족이 삼척을 침입하자 문과 급제자로 어머니를 뵈러 삼척현을 방문했던 이승휴와 전주에서 삼척으로 이주해 와서 살던 이안사가 이에 맞서 요전산성에서 주민들과 항전했다.
- 조선왕조 이후 1393년 태조 2년 목조의 외향이라하여 삼척부로 승격되었고 4년뒤인 1397년 태조6년에 군진인 삼척진이 설치되었다.
- 1413년 태종13년 삼척도호부로 승격되었다.
- 1631년 인조 9년 삼척부내에 9개 행정구역이 설정되었다. 매곡, 부내, 노곡, 덕번, 북평, 박곡, 미로, 소달, 장생리
- 1738년 영조 14년 12개 면으로 재조정되었다. 말곡(洞지역 내륙), 부내(洞지역 해안), 노곡, 근덕, 원덕, 미로, 소달, 상장성(요정.사슬전.황지.소도 .장성.동점.철암), 하장성(아곡천.조탄.사미.원동.아곡.갈전.역탄.대전), 견박곡(대구전.이탄.고전.구미.굴암.괘동 추암.봉무정), 도상(초분.도내.이노말.신흥.적전.삼화), 도하(송라정.지저.용장.냉천.평릉).
- 1895년 6월 23일(음력 윤5월 1일) 강릉부 삼척군으로 개편하였다.[3]
- 1896년 8월 4일 강원도 삼척군으로 개편하였다.[4]
- 1914년 4월 1일 9면으로 개편하였다.[5]

| 1914년          | 1914년 | 현재          | 현재 |
| 면              | 리 | 읍·면         | 리 |
| --------------- | --- | ------------- | --- |
| 부내면 (府內面) | 갈천리, 건지리, 교리, 근산리, 남양리, 당저리, 도경리, 등봉리, 마달리, 마평리, 사직리, 성남리, 성내리, 성북리, 오분리, 오사리, 우지리, 원당리, 읍상리, 읍중리, 자지리, 적노리, 정상리, 정하리, 조비리, 증산리, 평전리 | 삼척시        | 갈천동, 건지동, 교동, 근산동, 남양동, 당저동, 도경동, 등봉동, 마달동, 마평동, 사직동, 성남동, 성내동, 성북동, 오분동, 오사동, 우지동, 원당동, 읍상동, 읍중동, 자원동, 적노동, 정상동, 정하동, 조비동, 증산동, 평전동 |
| 북삼면 (北三面) | 구미리, 구호리, 귀운리, 나안리, 내리, 단봉리, 달방리, 대구리, 동회리, 북평리, 비천리, 삼화리, 송정리, 쇄운리, 신흥리, 용정리, 이기리, 이도리, 이로리, 지가리, 지흥리, 천곡리, 추암리, 평릉리, 호현리, 효가리         | 동해시        | 구미동, 구호동, 귀운동, 나안동, 내동, 단봉동, 달방동, 대구동, 동회동, 북평동, 비천동, 삼화동, 송정동, 쇄운동, 신흥동, 용정동, 이기동, 이도동, 이로동, 지가동, 지흥동, 천곡동, 추암동, 평릉동, 호현동, 효가동         |
| 소달면 (所達面) | 고사리, 구사리, 늑구리, 도계리, 마교리, 무건리, 발이리, 산기리, 상덕리, 신리, 심포리, 전두리, 점리, 차구리, 한내리, 황조리, 흥전리                                                                                   | 삼척시 도계읍 | 고사리, 구사리, 늑구리, 도계리, 마교리, 무건리, 발이리, 산기리, 상덕리, 신리, 심포리, 전두리, 점리, 차구리, 한내리, 황조리, 흥전리                                                                                   |
| 소달면 (所達面) | 고무릉리, 대기리, 대이리, 대평리, 마차리, 서하리, 신기리, 안의리 | 삼척시 신기면 | 고무릉리, 대기리, 대이리, 대평리, 마차리, 서하리, 신기리, 안의리 |
| 상장면 (上長面) | 금천리, 동점리, 문곡리, 백산리, 소도리, 장성리, 적각리, 창죽리, 철암리, 통리, 혈리, 화전리, 황지리 | 태백시        | 금천동, 동점동, 문곡동, 백산동, 소도동, 장성동, 적각동, 창죽동, 철암동, 통동, 혈동, 화전동, 황지동 |
| 하장면 (下長面) | 상사미리, 원리, 조탄리, 하사미리 | 태백시        | 상사미동, 원동, 조탄동, 하사미동 |
| 하장면 (下長面) | 가목리, 도전리 | 정선군 임계면 | 가목리, 도전리 |
| 하장면 (下長面) | 갈전리, 공전리, 광동리, 대전리, 둔전리, 번천리, 숙암리, 어리, 역둔리, 용연리, 장전리, 중봉리, 추동리, 토산리, 판문리, 한소리                                                                                         | 삼척시 하장면 | 갈전리, 공전리, 광동리, 대전리, 둔전리, 번천리, 숙암리, 어리, 역둔리, 용연리, 장전리, 중봉리, 추동리, 토산리, 판문리, 한소리                                                                                         |
| 미로면 (未老面) | 고천리, 내미로리, 동산리, 삼거리, 사둔리, 상거노리, 상사전리, 상정리, 무사리, 천기리, 하거노리, 하사전리, 하정리, 활기리                                                                                             | 삼척시 미로면 | 고천리, 내미로리, 동산리, 삼거리, 사둔리, 상거노리, 상사전리, 상정리, 무사리, 천기리, 하거노리, 하사전리, 하정리, 활기리                                                                                             |
| 노곡면 (盧谷面) | 개산리, 고자리, 둔달리, 상군천리, 상마읍리, 상반천리, 상월산리, 상천기리, 여삼리, 우발리, 주지리, 중마읍리, 하군천리, 하마읍리, 하반천리, 하월산리                                                                   | 삼척시 노곡면 | 개산리, 고자리, 둔달리, 상군천리, 상마읍리, 상반천리, 상월산리, 상천기리, 여삼리, 우발리, 주지리, 중마읍리, 하군천리, 하마읍리, 하반천리, 하월산리                                                                   |
| 노곡면 (盧谷面) | 금계리 | 삼척시 근덕면 | 금계리 |
| 근덕면 (近德面) | 광태리, 교가리, 교곡리, 궁촌리, 덕산리, 동막리, 부남리, 상맹방리, 하맹방리 | 삼척시 근덕면 | 광태리, 교가리, 교곡리, 궁촌리, 동막리, 부남리, 상맹방리, 하맹방리 |
| 원덕면 (遠德面) | 매원리, 용화리, 장호리, 초곡리 | 삼척시 근덕면 | 매원리, 용화리, 장호리, 초곡리 |
| 원덕면 (遠德面) | 갈남리, 기곡리, 노경리, 노곡리, 사곡리, 옥원리, 월천리, 이천리, 임원리, 축천리, 호산리 | 삼척시 원덕읍 | 갈남리, 기곡리, 노경리, 노곡리, 사곡리, 옥원리, 월천리, 이천리, 임원리, 산양리, 호산리 |
| 원덕면 (遠德面) | 동활리, 오목리, 오저리, 탕곡리, 풍곡리 | 삼척시 가곡면 | 동활리, 오목리, 오저리, 탕곡리, 풍곡리 |

| 조선총독부령 제111호 |                | |
| 구 행정구역 | 신 행정구역    | 신 행정구역 |
| 삼척군 부내면(府內面) | 부내면         | 갈천리, 교리, 남양리, 마달리, 당저리, 사직리, 오분리, 우지리, 읍상리, 읍중리, 적노리, 정상리, 정하리, 조비곡리, 증산리                                                                               |
| 삼척군 말곡면(末谷面) | 부내면         | 건지리, 근산리, 도경리, 등봉리, 마평리, 성내리, 성남리, 성북리, 오사리, 원당리, 자지전리, 평전리 |
| 삼척군 하장면(下長面) | 하장면         | 중봉리, 번천리, 숙암리, 광동리, 장전리, 추동리, 갈전리, 토산리, 공전리, 둔전리, 역둔리, 대전리, 용연리, 한소리, 판문리, 어리, 상사미리, 하사미리, 원동리, 조탄리                                     |
| 삼척군 도상면(道上面) 가목리/군대동, 도전동, 비천동, 삼화동, 쇄운리, 신흥동, 이로동                                                                                  | 하장면         | 가목리, 도전리 |
| 삼척군 도상면(道上面) 가목리/군대동, 도전동, 비천동, 삼화동, 쇄운리, 신흥동, 이로동                                                                                  | 북삼면(北三面) | 비천리, 삼화리, 쇄운리, 신흥리, 이로리 |
| 삼척군 도하면(道下面) 나안동, 동회리, 송정동, 용정동, 지흥동, 천곡동, 상평동/하평동, 효가리                                                                          | 북삼면(北三面) | 나안리, 동회리, 송정리, 용정리, 지흥리, 천곡리, 평릉리, 효가리 |
| 삼척군 견박면(見朴面) 구미리, 구호동, 귀운동, 내동, 단곡동/옹점동/봉정동, 달방리, 대구전동, 북천동, 이기동, 이동/(도상면) 도내동, 가원리/지상동, 과동/추암동, 호현동 | 북삼면(北三面) | 구미리, 구호리, 귀운리, 내리, 단봉리, 달방리, 대구리, 북평리, 이기리, 이도리, 지가리, 추암리, 호현리                                                                                                 |
| 삼척군 상장면(上長面) 금천동, 동점동, 문곡리, 백산동, 소도동, 장성동, 적각동, 창죽동, 철암동, 통동, 혈동, 화전동, 황지동                                             | 상장면         | 금천리, 동점리, 문곡리, 백산리, 소도리, 장성리, 적각리, 창죽리, 철암리, 통리, 혈리, 화전리, 황지리                                                                                                   |
| 삼척군 소달면(所達面) | 소달면         | 고사리, 구사리, 늑구리, 도계리, 마교리, 무건리, 발이리, 산기리, 상덕리, 신리, 심포리, 전두리, 점리, 차구리, 한내리, 황조리, 흥전리, 고무릉리, 대기리, 대이리, 대평리, 마차리, 서하리, 신기리, 안의리 |
| 삼척군 원덕면(遠德面) | 원덕면         | 매원리, 용화리, 장호리, 초곡리, 갈남리, 기곡리, 노경리, 노곡리, 사곡리, 옥원리, 월천리, 이천리, 임원리, 산양리, 호산리, 동활리, 오목리, 오저리, 탕곡리, 풍곡리                                       |
| 삼척군 노곡면(盧谷面) | 노곡면         | 개산리, 고자리, 둔달리, 상군천리, 상마읍리, 상반천리, 상월산리, 상천기리, 여삼리, 우발리, 주지리, 중마읍리, 하군천리, 하마읍리, 하반천리, 하월산리, 금계리                                           |
| 삼척군 근덕면(近德面) | 근덕면         | 광태리, 교가리, 교곡리, 궁촌리, 동막리, 부남리, 상맹방리, 하맹방리 |
| 삼척군 미로면(未老面) | 미로면         | 고천리, 내미로리, 동산리, 삼거리, 사둔리, 상거노리, 상사전리, 상정리, 무사리, 천기리, 하거노리, 하사전리, 하정리, 활기리                                                                             |
9면 - 부내면, 북삼면, 하장면, 근덕면, 원덕면, 미로면, 소달면, 노곡면, 상장면
- 1917년 부내면을 삼척면으로 개칭하였다.
- 1938년 10월 1일 삼척면을 삼척읍으로 승격하였다.[9] (1읍 8면)
- 1945년 7월 1일 북삼면을 북평읍으로 승격하였다.[10] (2읍 7면)
- 1960년 1월 1일 상장면을 장성읍으로 승격하였다.[11] (3읍 6면)
- 1963년 1월 1일 소달면을 도계읍으로 승격하였다.[12] (4읍 5면)
- 1973년 7월 1일 장성읍 중 황지리·적각리·창죽리·화전리·소도리·혈리·통리를 분리하여 황지읍을 설치하였다.[13] 하장면 도전리, 가목리가 정선군 임계면으로, 노곡면 금계리가 근덕면으로 편입되었다.[14](5읍 5면)
- 1980년 4월 1일 북평읍과 명주군 묵호읍 일원을 관할로 동해시가 설치·분리되었다.[15] (4읍 5면)
- 1980년 12월 1일 원덕면을 원덕읍으로 승격하였다.[16] (5읍 4면)
- 1981년 7월 1일 황지읍 및 장성읍 일원을 관할로 태백시가 설치·분리되었다.[17] (3읍 4면)
- 1986년 1월 1일 삼척읍 일원을 관할로 삼척시가 설치·분리되었다.[18] (2읍 4면)
- 1986년 3월 27일 원덕읍 오저출장소(동활리, 오목리, 오저리, 탕곡리, 풍곡리)를 가곡면으로 승격하였다.[19] (2읍 5면)
- 1989년 4월 1일 도계읍 신기출장소, 마차리를 신기면으로 승격하였다.[20] (2읍 6면)
- 1994년 12월 26일 하장면 원리, 상사미리, 하사마리, 조탄리가 태백시에 편입되었다.
- 1995년 1월 1일 삼척시 일원과 삼척군 일원을 관할로 도농복합형태의 삼척시가 설치되었다.[21]

## 같이 보기
- 실직곡국